# مالك بن عربية
مالك بن عربية (بالإنجليزية: Malek Ben Arbia)‏ من مواليد 2 أغسطس 1987 في الزهراء، تونس. هو عازف قيثارة تونسي ومؤسس فرقة ميراث المتخصصة في البروجريسف ميتال منذ 2001.

## ديسكوغرافيا

### ألبومات استوديو
- 2007: أمل.[1]
- 2010: نداء الصحراء.[2]
- 2011: قصص الرمل.[3]
- 2016: ميراث.[4]
- 2019: شهيلي.[5]

### أسطوانة مطولة
- 2005: وجهان.[6]

### ألبوم مباشر
- 2019: مباشر في قرطاج.[7]

### ألبوم تجميعي
- 2018: أوقات بلا رحمة.[8]